# Grand Prix automobile d'Espagne 2009
GP précédent GP suivant

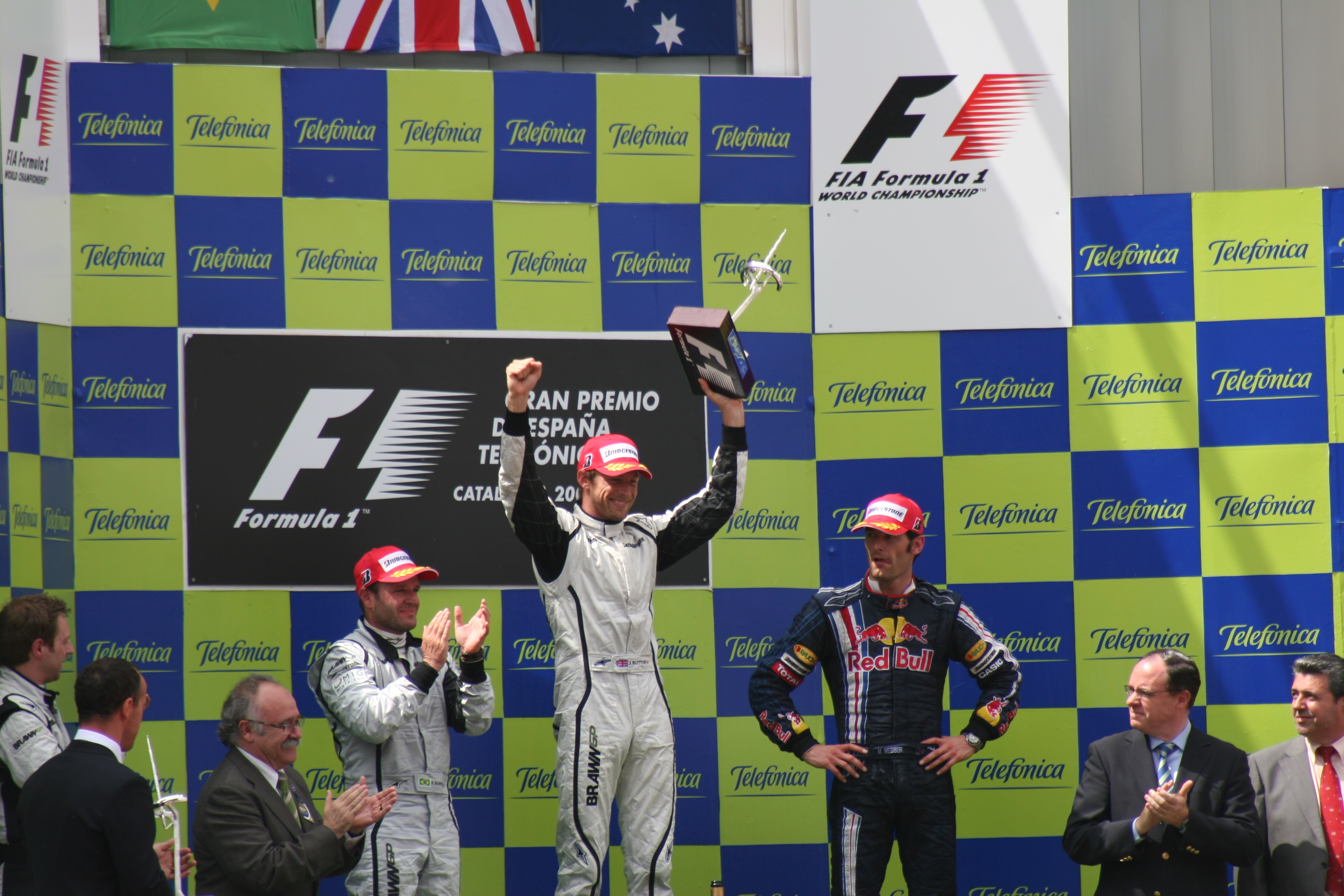
Le podium du Grand Prix d'Espagne voit Button remporter sa quatrième victoire de la saison

Le Grand Prix automobile d'Espagne 2009 (Formula 1 Gran Premio de España Telefónica 2009), disputé sur le circuit de Catalogne le 10 mai 2009, est la 808e épreuve du championnat du monde de Formule 1 courue depuis 1950 et la cinquième manche du championnat 2009.
À l'issue de la course, la suprématie de l'écurie Brawn-Mercedes, représentée par les pilotes Jenson Button et Rubens Barrichello, se confirme : pole position et victoire pour Button, seconde place et meilleur tour en course pour Barrichello.

## Essais libres

### Vendredi matin
| Pos | Pilote          | Voiture         | Chrono         | Écart     |
| --- | --------------- | --------------- | -------------- | --------- |
| 1   | Jenson Button   | Brawn-Mercedes  | 1 min 21 s 799 |           |
| 2   | Jarno Trulli    | Toyota          | 1 min 22 s 154 | + 0 s 355 |
| 3   | Robert Kubica   | BMW Sauber      | 1 min 22 s 221 | + 0 s 422 |
| 4   | Nick Heidfeld   | BMW Sauber      | 1 min 22 s 658 | + 0 s 859 |
| 5   | Kazuki Nakajima | Williams-Toyota | 1 min 22 s 659 | + 0 s 860 |
| 6   | Nico Rosberg    | Williams-Toyota | 1 min 22 s 667 | + 0 s 868 |

### Vendredi après-midi
| Pos | Pilote             | Voiture          | Chrono         | Écart     |
| --- | ------------------ | ---------------- | -------------- | --------- |
| 1   | Nico Rosberg       | Williams-Toyota  | 1 min 21 s 588 |           |
| 2   | Kazuki Nakajima    | Williams-Toyota  | 1 min 21 s 740 | + 0 s 152 |
| 3   | Fernando Alonso    | Renault          | 1 min 21 s 781 | + 0 s 193 |
| 4   | Rubens Barrichello | Brawn-Mercedes   | 1 min 21 s 843 | + 0 s 255 |
| 5   | Mark Webber        | Red Bull-Renault | 1 min 22 s 027 | + 0 s 439 |
| 6   | Jenson Button      | Brawn-Mercedes   | 1 min 22 s 052 | + 0 s 464 |

### Samedi matin
| Pos | Pilote             | Voiture        | Chrono         | Écart     |
| --- | ------------------ | -------------- | -------------- | --------- |
| 1   | Felipe Massa       | Ferrari        | 1 min 20 s 553 |           |
| 2   | Kimi Räikkönen     | Ferrari        | 1 min 20 s 635 | + 0 s 082 |
| 3   | Jenson Button      | Brawn-Mercedes | 1 min 21 s 050 | + 0 s 362 |
| 4   | Rubens Barrichello | Brawn-Mercedes | 1 min 21 s 163 | + 0 s 475 |
| 5   | Robert Kubica      | BMW Sauber     | 1 min 22 s 239 | + 0 s 611 |
| 6   | Jarno Trulli       | Toyota         | 1 min 22 s 256 | + 0 s 628 |

## Séance de qualifications

### Grille de départ
| Pos | Pilote                 | Écurie               | Qualifications 1 | Qualifications 2 | Qualifications 3 | Poids des monoplaces |
| --- | ---------------------- | -------------------- | ---------------- | ---------------- | ---------------- | -------------------- |
| 1   | Jenson Button          | Brawn-Mercedes       | 1 min 20 s 707   | 1 min 20 s 192   | 1 min 20 s 527   | 646 kg               |
| 2   | Sebastian Vettel       | Red Bull-Renault     | 1 min 20 s 715   | 1 min 20 s 220   | 1 min 20 s 660   | 651,5 kg             |
| 3   | Rubens Barrichello     | Brawn-Mercedes       | 1 min 20 s 808   | 1 min 19 s 954   | 1 min 20 s 762   | 649,5 kg             |
| 4   | Felipe Massa SREC      | Ferrari              | 1 min 20 s 484   | 1 min 20 s 149   | 1 min 20 s 934   | 655 kg               |
| 5   | Mark Webber            | Red Bull-Renault     | 1 min 20 s 689   | 1 min 20 s 007   | 1 min 21 s 049   | 651,5 kg             |
| 6   | Timo Glock             | Toyota               | 1 min 20 s 877   | 1 min 20 s 107   | 1 min 21 s 247   | 646,5 kg             |
| 7   | Jarno Trulli           | Toyota               | 1 min 21 s 189   | 1 min 20 s 420   | 1 min 21 s 254   | 655,5 kg             |
| 8   | Fernando Alonso        | Renault              | 1 min 21 s 186   | 1 min 20 s 509   | 1 min 21 s 392   | 645 kg               |
| 9   | Nico Rosberg           | Williams-Toyota      | 1 min 20 s 745   | 1 min 20 s 256   | 1 min 22 s 558   | 668 kg               |
| 10  | Robert Kubica          | BMW Sauber           | 1 min 20 s 931   | 1 min 20 s 408   | 1 min 22 s 685   | 660 kg               |
| 11  | Kazuki Nakajima        | Williams-Toyota      | 1 min 20 s 818   | 1 min 20 s 531   |                  | 676,6 kg             |
| 12  | Nelsinho Piquet        | Renault              | 1 min 21 s 128   | 1 min 20 s 604   |                  | 677,4 kg             |
| 13  | Nick Heidfeld          | BMW Sauber           | 1 min 21 s 095   | 1 min 20 s 676   |                  | 676,3 kg             |
| 14  | Lewis Hamilton SREC    | McLaren-Mercedes     | 1 min 20 s 991   | 1 min 20 s 805   |                  | 683 kg               |
| 15  | Sébastien Buemi        | Toro Rosso-Ferrari   | 1 min 21 s 033   | 1 min 21 s 067   |                  | 678 kg               |
| 16  | Kimi Räikkönen SREC    | Ferrari              | 1 min 21 s 291   |                  |                  | 673 kg               |
| 17  | Sébastien Bourdais     | Toro Rosso-Ferrari   | 1 min 21 s 300   |                  |                  | 669 kg               |
| 18  | Heikki Kovalainen SREC | McLaren-Mercedes     | 1 min 21 s 675   |                  |                  | 657 kg               |
| 19  | Adrian Sutil           | Force India-Mercedes | 1 min 21 s 742   |                  |                  | 675 kg               |
| 20  | Giancarlo Fisichella   | Force India-Mercedes | 1 min 22 s 204   |                  |                  | 656 kg               |

Note:
- Les pilotes prenant part aux essais avec le SREC sont signalés par la mention SREC.

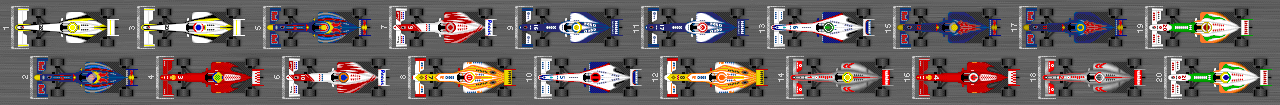
La grille de départ du Grand Prix.

## Course

### Déroulement de l'épreuve

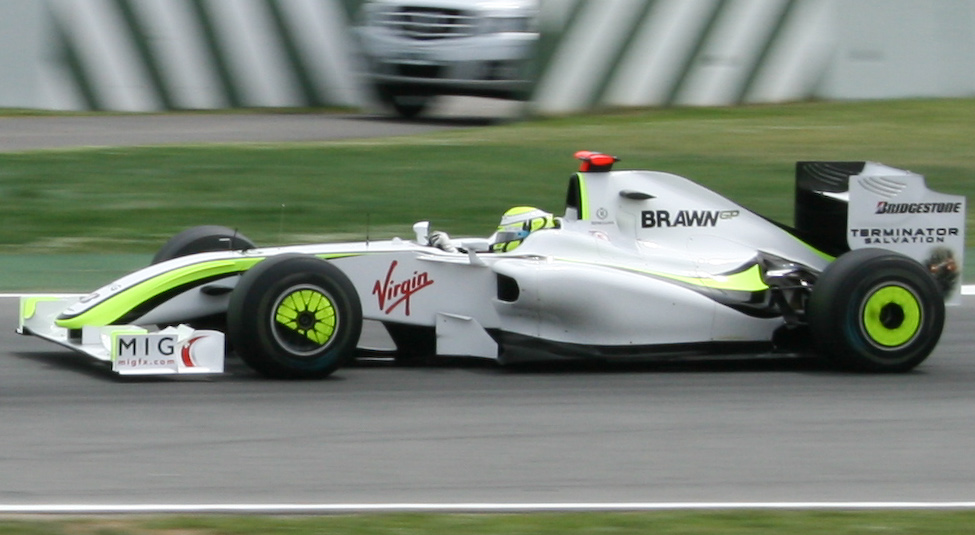
Jenson Button remporte sa quatrième course de la saison en cinq départs

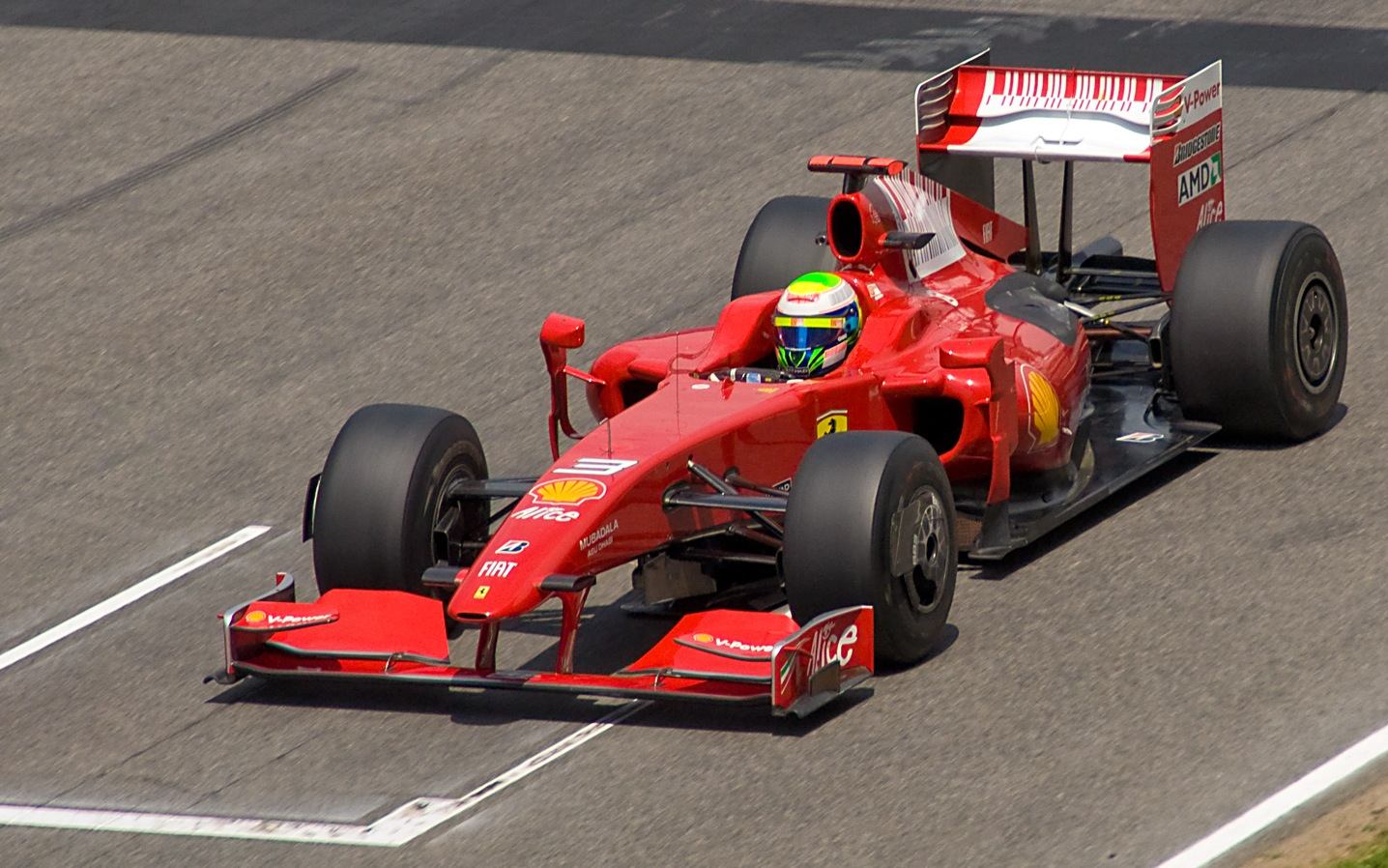
Felipe Massa inscrit ses premiers points cette saison en se classant sixième

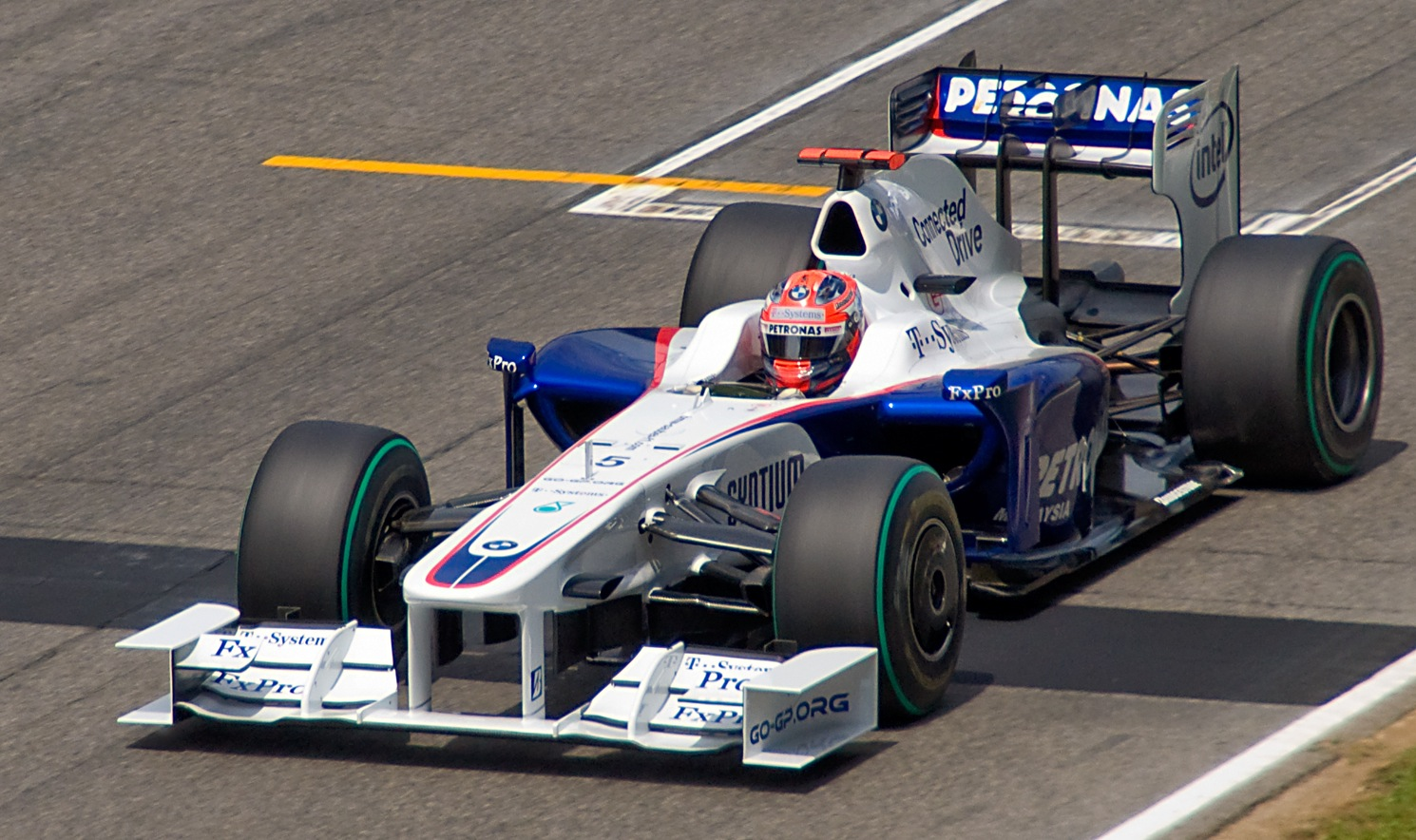
Robert Kubica n'a pas tiré profit des modifications portées à la F1.09

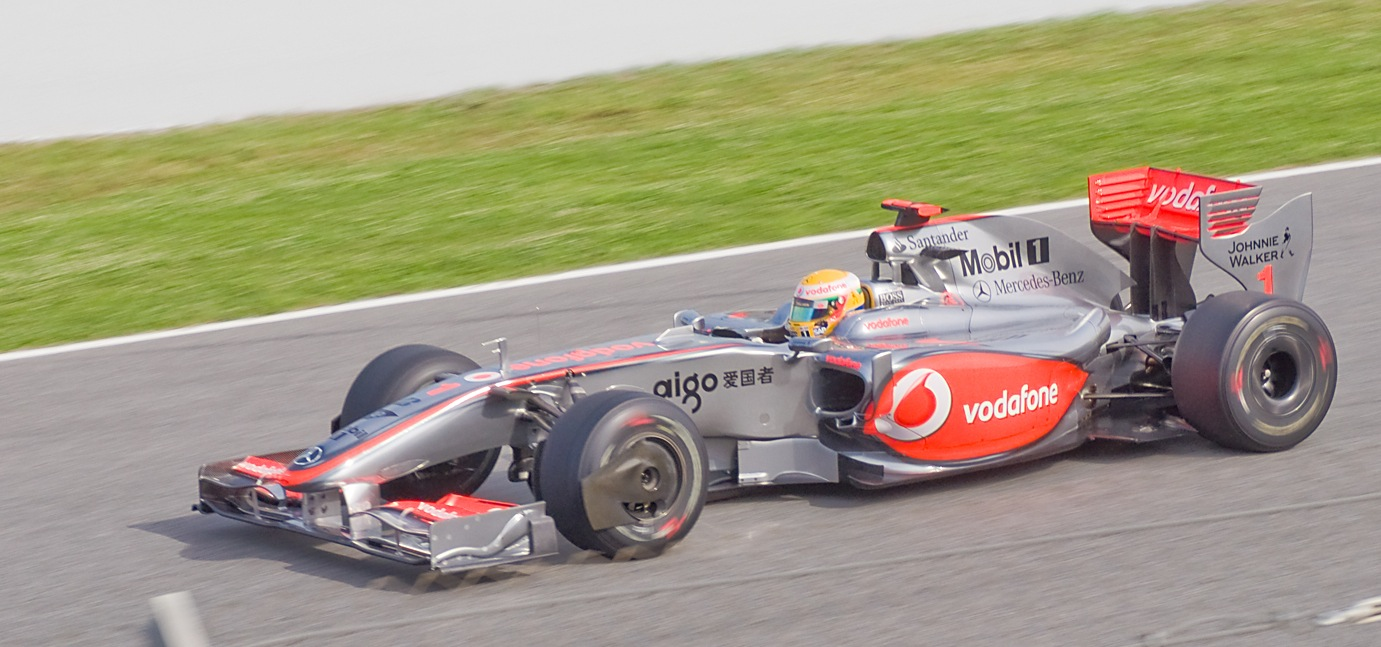
Lewis Hamilton termine le Grand Prix à la porte des points

Pour la troisième fois de la saison, Jenson Button s'élance de la pole position, devant Sebastian Vettel alors que son coéquipier Rubens Barrichello et Felipe Massa occupent la deuxième ligne. À l'extinction des feux, Barrichello prend le meilleur sur Button et Vettel. Massa utilise son SREC et dépasse également Vettel qui glisse en quatrième position devant Mark Webber et Fernando Alonso.
Dès le troisième virage, dans le peloton, Jarno Trulli, légèrement percuté à l’arrière par Nico Rosberg, part dans les graviers et perd le contrôle de sa Toyota en tentant de revenir sur la piste : la monoplace incontrôlée est alors percutée par Adrian Sutil et provoque un télescopage des deux Toro Rosso de Sébastien Buemi et Sébastien Bourdais. Les quatre pilotes doivent abandonner.
Le nettoyage des débris et l’évacuation des monoplaces obligent la voiture de sécurité à neutraliser les cinq premiers tours. À la relance, Barrichello conserve la tête de l’épreuve devant Button, pris en chasse par Massa et Vettel. Derrière, Webber prend le meilleur sur Alonso pour le gain de la cinquième place.
La course s’arrête au septième tour pour Heikki Kovalainen, victime d’un problème mécanique, alors que Barrichello mène toujours le bal avec, au dixième passage sur la ligne, 1 seconde d'avance sur son coéquipier, 4 sur Massa, 5 sur Vettel, 6 sur Webber, 7 s 5 sur Alonso, 10 s 6 sur Rosberg et 11 sur Timo Glock.
Au fil des tours, les deux pilotes Brawn GP se détachent peu à peu de Massa, toujours traqué par les Red Bull de Vettel et Webber. Derrière, Alonso roule esseulé devant Rosberg et Glock tandis que Nick Heidfeld a fort à faire pour préserver sa huitième place convoitée par Kimi Räikkönen qui use de son SREC.
Glock ouvre la première vague de ravitaillement au dix-septième passage, imité par Button au tour suivant et par Barrichello à l’entame du dix-neuvième. Räikkönen n’atteint finalement pas le cap du premier arrêt à cause d'un problème mécanique. Massa ne semble pas subir le même mal sur sa Ferrari et ressort des stands suivi par Vettel.
Au trentième tour, Barrichello, qui est en fait sur une stratégie à trois arrêts, est obligé d'augmenter la cadence et compte presque 14 secondes d'avance sur Button. Massa est à 17 secondes, Vettel à 18 s 3, Heidfeld à 23 s 6, Hamilton à 25 s 2, Webber à 27 s 7. Peu avant la mi-course, le deuxième ravitaillement de Barrichello permet à Button de prendre la tête de la course avec toutefois moins de 5 secondes d'avance sur Massa et Vettel. Le Brésilien ressort des stands quatrième avec une dizaine de secondes de retard sur le leader.
Massa, alors second, stoppe une seconde fois au quarante-troisième tour, de même que Vettel. Button repasse quant à lui une dernière fois au stand à 18 tours de l’arrivée, Barrichello reprenant temporairement la tête de l'épreuve jusqu'à son troisième et dernier ravitaillement.
À 15 tours de l’arrivée, Button est aux commandes devant Barrichello, Webber Massa, Vettel, Alonso, Heidfeld, Rosberg, Hamilton et Glock. Sebastian Vettel, coincé depuis le départ derrière la Ferrari de Felipe Massa qui utilise son SREC à bon escient, exerce une pression incessante en fin de course qui s'avère payante : le Brésilien doit baisser le rythme en vue de l’arrivée pour éviter un troisième passage à la pompe et éviter la panne d’essence, laissant sa position au jeune Allemand. Roulant toujours à un rythme réduit pour atteindre l'arrivée, il est ensuite contraint de laisser Fernando Alonso le dépasser sans pouvoir lui opposer la moindre résistance.
Button s'impose finalement devant Barrichello, Webber accompagnant les deux pilotes Brawn GP sur le podium.Vettel réussit à inscrire 5 points bienvenus pour le championnat pilotes. Alonso, Massa, Heidfeld et Rosberg se partagent les dernières places dans les points.

### Classement de la course
| Pos  | No | Pilote                 | Écurie               | Tours | Temps/Abandon                      | Grille | Points |
| ---- | -- | ---------------------- | -------------------- | ----- | ---------------------------------- | ------ | ------ |
| 1    | 22 | Jenson Button          | Brawn-Mercedes       | 66    | 1 h 37 min 19 s 202 (189,400 km/h) | 1      | 10     |
| 2    | 23 | Rubens Barrichello     | Brawn-Mercedes       | 66    | + 13 s 056                         | 3      | 8      |
| 3    | 14 | Mark Webber            | Red Bull-Renault     | 66    | + 13 s 924                         | 5      | 6      |
| 4    | 15 | Sebastian Vettel       | Red Bull-Renault     | 66    | + 18 s 941                         | 2      | 5      |
| 5    | 7  | Fernando Alonso        | Renault              | 66    | + 43 s 166                         | 8      | 4      |
| 6    | 3  | Felipe Massa SREC      | Ferrari              | 66    | + 50 s 827                         | 4      | 3      |
| 7    | 6  | Nick Heidfeld          | BMW Sauber           | 66    | + 52 s 312                         | 13     | 2      |
| 8    | 16 | Nico Rosberg           | Williams-Toyota      | 66    | + 1 min 05 s 211                   | 9      | 1      |
| 9    | 1  | Lewis Hamilton SREC    | McLaren-Mercedes     | 66    | + 1 tour                           | 14     |        |
| 10   | 10 | Timo Glock             | Toyota               | 66    | + 1 tour                           | 6      |        |
| 11   | 5  | Robert Kubica          | BMW Sauber           | 66    | + 1 tour                           | 10     |        |
| 12   | 8  | Nelsinho Piquet        | Renault              | 66    | + 1 tour                           | 12     |        |
| 13   | 17 | Kazuki Nakajima        | Williams-Toyota      | 66    | + 1 tour                           | 11     |        |
| 14   | 21 | Giancarlo Fisichella   | Force India-Mercedes | 66    | + 1 tour                           | 20     |        |
| Abd. | 4  | Kimi Räikkönen SREC    | Ferrari              | 18    | Hydraulique                        | 16     |        |
| Abd. | 2  | Heikki Kovalainen SREC | McLaren-Mercedes     | 9     | Boîte de vitesses                  | 18     |        |
| Abd. | 20 | Adrian Sutil           | Force India-Mercedes | 0     | Accrochage                         | 19     |        |
| Abd. | 12 | Sébastien Buemi        | Toro Rosso-Ferrari   | 0     | Accrochage                         | 15     |        |
| Abd. | 11 | Sébastien Bourdais     | Toro Rosso-Ferrari   | 0     | Accrochage                         | 17     |        |
| Abd. | 9  | Jarno Trulli           | Toyota               | 0     | Accrochage                         | 7      |        |

- Les pilotes prenant part au Grand Prix avec le SREC sont signalés par la mention SREC.

### Pole position et record du tour
- Pole position :  Jenson Button (Brawn-Mercedes) en 1 min 20 s 527 (208,104 km/h). Le meilleur temps des qualifications a quant à lui été réalisé par Rubens Barrichello, lors de la Q2, en 1 min 19 s 954.
- Meilleur tour en course :  Rubens Barrichello (Brawn-Mercedes) en 1 min 22 s 762 (202,484 km/h) au 28e tour[1].

### Tours en tête
- Rubens Barrichello (Brawn-Mercedes) : 32 tours (1-19 /21-31 / 49-50)
- Jenson Button (Brawn-Mercedes) : 33 tours (32-48 / 51-66)
- Felipe Massa (Ferrari) : 1 tour (20)

## Classements généraux à l'issue de la course
| Pos | Pilote             | Écurie             | Points |
| --- | ------------------ | ------------------ | ------ |
| 1   | Jenson Button      | Brawn-Mercedes     | 41     |
| 2   | Rubens Barrichello | Brawn-Mercedes     | 27     |
| 3   | Sebastian Vettel   | Red Bull-Renault   | 23     |
| 4   | Mark Webber        | Red Bull-Renault   | 15,5   |
| 5   | Jarno Trulli       | Toyota             | 14,5   |
| 6   | Timo Glock         | Toyota             | 12     |
| 7   | Lewis Hamilton     | McLaren-Mercedes   | 9      |
| 8   | Fernando Alonso    | Renault            | 9      |
| 9   | Nick Heidfeld      | BMW Sauber         | 6      |
| 10  | Nico Rosberg       | Williams-Toyota    | 4,5    |
| 11  | Heikki Kovalainen  | McLaren-Mercedes   | 4      |
| 12  | Felipe Massa       | Ferrari            | 3      |
| 13  | Kimi Räikkönen     | Ferrari            | 3      |
| 14  | Sébastien Buemi    | Toro Rosso-Ferrari | 3      |
| 15  | Sébastien Bourdais | Toro Rosso-Ferrari | 1      |

| Pos | Écurie             | Points |
| --- | ------------------ | ------ |
| 1   | Brawn-Mercedes     | 68     |
| 2   | Red Bull-Renault   | 38,5   |
| 3   | Toyota             | 26,5   |
| 4   | McLaren-Mercedes   | 13     |
| 5   | Renault            | 9      |
| 6   | BMW Sauber         | 6      |
| 7   | Ferrari            | 6      |
| 8   | Williams-Toyota    | 4,5    |
| 9   | Toro Rosso-Ferrari | 4      |

## Statistiques
- 6e pole position de sa carrière pour Jenson Button.
- 3e pole position pour l'écurie Brawn-Mercedes pour son cinquième Grand Prix.
- 5e victoire de sa carrière pour Jenson Button.
- 4e victoire pour Brawn en tant que constructeur.
- 2e doublé de Brawn avec Jenson Button et Rubens Barrichello.
- 71e victoire pour Mercedes en tant que motoriste.
- 5e podium pour son cinquième Grand Prix pour l'écurie Brawn.
- 33e arrivée consécutive parmi les pilotes classés pour Nick Heidfeld qui établit un nouveau record.
- 25e arrivée consécutive en recevant le drapeau à damier pour Nick Heidfeld qui établit un nouveau record. Le précédent record était détenu par Michael Schumacher, qui avait reçu 24 fois le drapeau à damier entre le Grand Prix de Hongrie en 2001 et celui de Malaisie en 2003.
- Felipe Massa, en se classant 6e du Grand Prix, passe la barre des 300 points inscrits en championnat du monde de Formule 1 (301 points).
- 13e abandon au premier tour pour Jarno Trulli qui bat les précédents records d'infortune d'Andrea De Cesaris (12 abandons lors de la première boucle d'un Grand Prix en 208 départs) et de Rubens Barrichello.